# Arne van der Wal
Arne van der Wal (Harlingen, 1963) is onderzoeksjournalist, hoofdredacteur en mede-oprichter van het platform Follow the Money. 
Van der Wal schreef eerst voor de schoolkrant, later voor het 'kritiese' Harlinger stadblad 'De Struner'.
Arne van der Wal studeerde Geschiedenis en Portugees in Groningen, Lissabon en Mainz. Na zijn studie werkte hij bij de Stichting José Martí als importeur van Portugeestalige boeken. Ook stelde hij registratiedossiers samen voor het farmaceutische bedrijf Pharmachemie en volgde enkele opleidingen Bedrijfseconomie en ICT. Daarna volgde hij de postdoctorale opleiding Journalistiek aan de Erasmus Universiteit. 

## Quote
Hij startte zijn politieke loopbaan in 1993 bij het zakenblad Quote waar hij in 1997 de Quote 500 samenstelde, een lijst van de op het moment van samenstelling vijfhonderd rijkste Nederlanders ontwikkelde. De Quote 500 was het eerste Nederlandse journalistieke onderzoek dat helemaal gebaseerd was op een database. Zijn opgezette eQuote was de voorloper van het latere quotenet.nl. Van der Wal was hoofdredacteur van Quote Specials als Quote 1000, Quote Wie-is-wie en eQuote.

## FEM Business
In 2004 trad Van der Wal toe tot de hoofdredactie van het zakelijk weekblad FEM Business van Reed-Elsevier. Van dat blad was hij van 2006 tot 2010 hoofdredacteur, tot de uitgave eind 2009 door uitgever Reed Business werd gestaakt. 

## Follow the Money
Arne van der Wal richtte daarna met Eric Smit en Mark Koster het platform voor onderzoeksjournalistiek Follow the Money op. Bij Follow the Money houdt hij zich bezig met technologie-ontwikkeling en publieksparticipatie. Al in 2013 werd Follow the Money onderscheiden met de journalistenprijs de Tegel. Het was een prijs in de categorie ‘Achtergrond’ voor het in de Volkskrant gepubliceerde artikel ‘Derivatendrama’. 

## Journalistiek
Als onbezoldigd lid heeft Van der Wal zitting in de Raad van Advies van de opleiding Journalistiek van Hogeschool Windesheim.
- International Standard Name Identifier: 0000 0003 9616 3906
- Nederlandse Thesaurus van Auteursnamen: 258100591
- Virtual International Authority File: 291034569